# John Batchelor (Missionar)

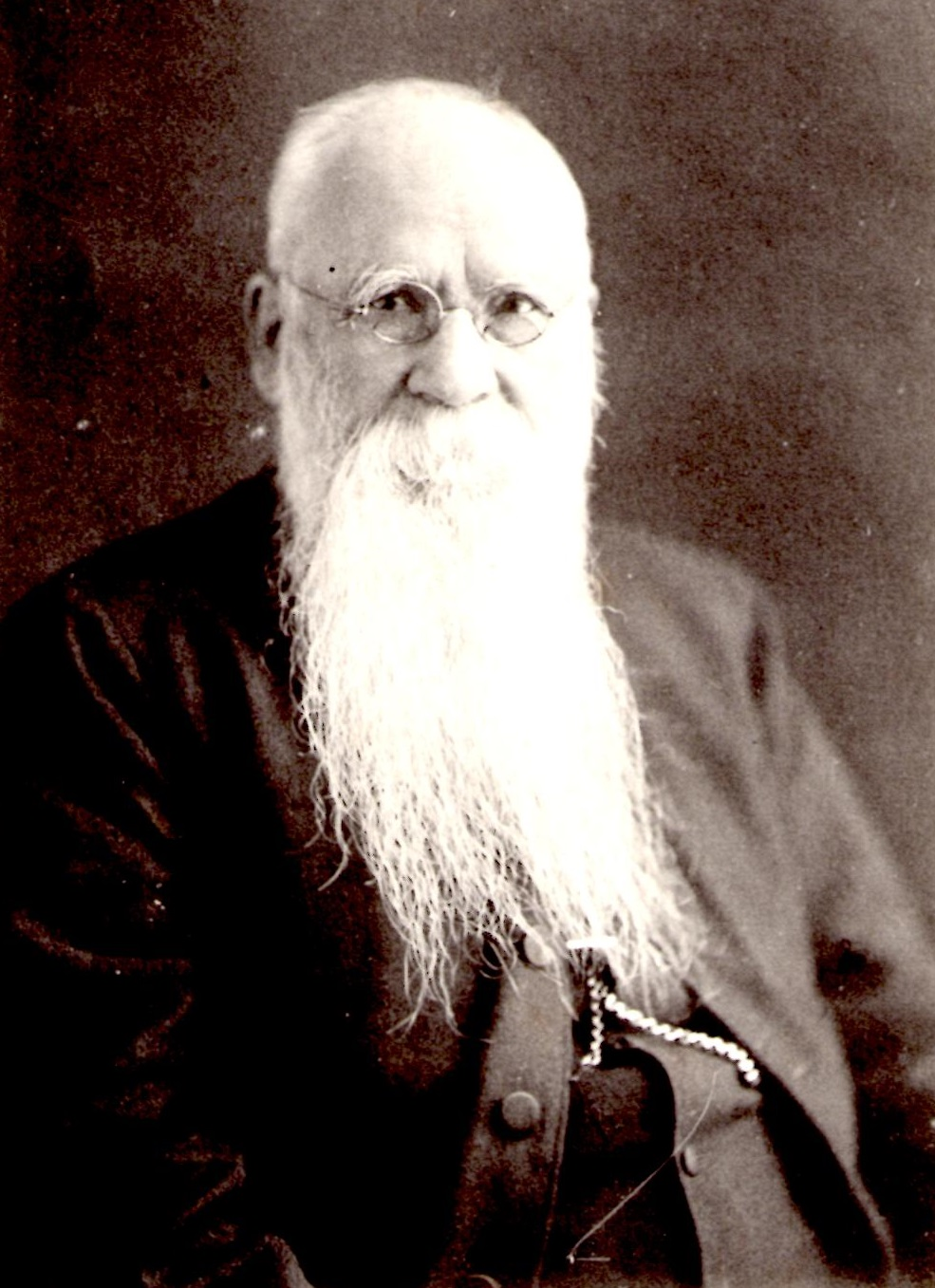
John Batchelor (1928)

John Batchelor D.D., OBE (japanisch バチェラージョン; * 20. März 1855 in Uckfield, Sussex, England; † 2. April 1944 in Hertford, England) war ein anglikanischer englischer Missionar und Archidiakon in Japan. Er war der Erste, der Sprache und Kultur der Ainu umfassend erforschte.

## Leben
John Batchelor wurde in Uckfield, East Sussex geboren. Sein Vater, William Batchelor, war ein Schneider und Pfarrsekretär (parish clerk). Batchelor besuchte die Uckfield Grammar School und durfte mit finanzieller Unterstützung von Rev. E.T Cardale am Church Missionary Society College, Islington studieren.
Am 22. September 1875 reiste Batchelor mit einer Gruppe von Missionaren der CMS nach Hongkong, wo er zunächst Chinesisch lernte.
Von 1877 bis 1941 lebte er dann unter den Ainu auf der Insel Hokkaido, im Norden Japans. Er war ein charismatischer und ikonoklastischer Missionar für die Anglican Church in Japan und verfasste umfangreiche Schriften über Sprache und Kultur der Ainu und schrieb auch selbst in der Sprache der Ainu.
Beim Ausbruch des Zweiten Weltkrieges 1941 verließ er Japan nur zögernd.

## Kritik an der Politik der Japaner gegenüber den Ainu
Die Japaner vertrieben die Ainu von ihrem Land und verboten ihre Traditionen und ihre Kultur. Den Ainu war es nicht erlaubt, zu jagen, ihre Sprache zu sprechen, oder Unterricht zu bekommen und sie wurden unter Zwang in bestimmten Dörfern ghettoisiert. Als die Japaner jedoch entdeckten, das man die Ainu ausbeuten könnte, änderten sie ihre Politik. Batchelor schreibt: „Die Japaner behandeln die Ainu heute besser, einfach aus der Erkenntnis heraus, dass die Ainu eine wertvolle Kuriosität sind, die man erhalten könnte. Darin lag jedoch keine Freundlichkeit oder Mitgefühl. Sie hörten einfach auf, diese zerstreuten Relikte einer Kaukasischen Rasse auszulöschen, als Besucher kamen und Geld dafür zahlten, sie zu sehen und zu studieren. Wenn heute die Ainu geschützte Mündel der Regierung sind, und wenn mir die Regierung irgendeine Anerkennung gezollt, dann nicht, weil sie ihr Herz geändert hätten, sondern nur, weil die Ainu einen Wert darstellen.“ Während der Zeit der Samurai mussten Ainus sofort auf der Erde kriechen und ihre Gesichter mit Dreck beschmieren, sobald sie auf einen japanischen Soldaten trafen, um nicht sofort enthauptet zu werden. Außerdem war den Ainu das Tragen von Waffen verboten.
Batchelor kritisierte die Japaner heftig für ihre grausame Behandlung der Ainu. Er schreibt: „Ich bin über achtzig, und vielleicht ist dies der Grund, aber mir wurde vor kurzem gesagt, ich sei der einzige Ausländer, der den Japanern gerade heraus sagen kann, was er von ihnen denkt und der damit davon kommt.“

## Werke
- An Ainu-English-Japanese dictionary: (including A grammar of the Ainu language). Methodist publishing house; London, K. Paul, Trench, Trübner, co. 1905. (2. Ed., reprint, Tokyo, Methodist Publishing House, Ginza, Tokyo London Kegan Paul, Trench, Trubner, Co.) – University of Michigan, digitalisiert 8. Dezember 2006 (books.google.com)
- Ainu grammar. Issue 1 of Memoirs of the Literature College, Imperial University of Japan, 1887. Basil Hall Chamberlain, John Batchelor, Imperial University, “Japan Mail” Office, Yokohama. 1. März 2012. (The Imperial University, Tokyo) Harvard University Digitalisiert 30. November 2007 (books.google.com).
- 聖書・新約: アイヌ. 1897. Printed for the Bible society’s committee for Japan by the Yokohama bunsha. Harvard University, digitalisiert 8. Oktober 2008 (books.google.com) Gesehen: 1. März 2012.
- 聖書・新約: アイヌ. 1896. Printed for the Bible society’s committee for Japan by the Yokohama bunsha. Harvard University, digitalisiert 8. Oktober 2008 (books.google.com) Gesehen: 1. März 2012.
- Ainu Karisia Eiwange Gusu an Inonno-itak Oma Kambi. (The Book of Common Prayer in Ainu) 1896. SPCK, London. (justus.anglican.org) Gesehen: 5. März 2012.
- Sea-girt Yezo: glimpses of missionary work in North Japan. Church Missionary Society, Gilbert & Rivington, LTD., St. John’s House, Clerkenwell, E.C. 1902. Harvard University, digitalisiert 11. September 2007 (books.google.com) Gesehen: 23. April 2012.
- Ainu economic plants. In: Transactions of the Asiatic Society of Japan. Vol. 21, 1898. Mit Kingo Miyabe. Gesehen: 23. April 2012. (Harvard University, digitalisiert 30. Jan 2008)[Yokohama: R. Meicklejohn & CO., NO 49.] (books.google.com).
- An itinerary of Hokkaido, Japan. Band 1. Tokyo Tsukiji Type Foundry, Japan 1893. Japanese Central Association, Hakodate Chamber of Commerce. Harvard University, digitalisiert 20. Januar 2006 (books.google.com) Gesehen: 23. April 2012.
- The Koropok-Guru or pit-dwellers of north Japan, and, A critical examination of the nomenclature of Yezo. Band 19, 1904. Japan Mail, Yokohama. Harvard University, digitalisiert 20. Januar 2006 (books.google.com) Gesehen: 1. März 2012.
- The Ainu of Japan: The Religion, Superstitions, and General History of the Hairy Aborigines of Japan. Religious Tract Society, Spottiswoode & CO., London 1892. University of California, digitalisiert 21. November 2007 (books.google.com) Gesehen 1. März 2012.
- The Ainu and their folk-lore. Religious Tract Society, London 1901. Harvard University, digitalisiert 24. Januar 2006 (books.google.com) Gesehen: 1. März 2012.